# Али Зейдан
Али Зейдан (арабски: علي زيدان‎) е министър-председателят на Либия.
Избран е на 14 октомври 2012 г. от Националния конгрес (парламента) на Либия; встъпва в длъжност на 14 ноември, след като Конгресът одобрява неговото предложение за кабинет..

## Кариера
Преди гражданската война в Либия Зейдан е бил адвокат по човешките права в Женева. Според Би Би Си е смятан от местни наблюдатели за либерал със силен характер.

### Дипломат в Индия
Али Зейдан е либийски дипломат през 1970-те години в Индия под ръководството на посланика Мохамед Макриф (днес председател на Националния конгрес). През 1980 г. двамата напускат постовете си в посолството и формират Национален фронт за спасение на Либия.

### В изгнание
Зейдан прекарва 3 десетилетия в изгнание след напускането на дипломатическата служба.
По време на революцията от 2011 г. Зейдан е пратеник в Европа на Националния преходен съвет. Смята се, че е изиграл главна роля в убеждаването на френския президент Никола Саркози да подкрепи либийските бунтовници.

### Конгресмен
На 7 юли 2012 г. Зейдан е избран за независим конгресмен от община Ал Джуфра на изборите за Общ национален конгрес от 2012 г. Той се кандидатира за поста председател на Конгреса, но Мохамед Макриф (бившият му посланик) печели повече гласове от него и заема длъжността. Зейдан подава оставка от поста конгресмен на 10 октомври 2012 г.

### Министър-председател
След неуспешния опит на Мустафа Абу Шакур да сформира правителство Зейдан подава оставка от поста конгресмен и се кандидатира за министър-председател, изправяйки се срещу Мохамед ал Харари – кандидат на Партия на справедливостта и развитието. Зейдан печели длъжността министър-председател с 93 на 85 гласа със срок от 2 седмици да предложи кабинет за одобрение от конгреса. Смята се, че Зейдан е бил подкрепен от конгресмени от партията Съюз на националните сили (оглавена от Махмуд Джибрил), както и от някои независими, неофициално свързани с Работническата група (20 члена) и Южната група (31). Зейдан заявява, че цели географски и политически баланс при съставянето на кабинета, включвайки министри от Съюза на националните сили, Партията на справедливостта и развитието, както и независими..
Кабинетът „Зейдан“ е одобрен от Конгреса на 31 октомври 2012 г., въпреки че 6 от членовете му са разследвани за предполагаеми връзки с режима на Кадафи, които обвинения впоследствие са свалени. Правителството „Зейдан“ полага клетва на 14 ноември.
По време церемонията по полагане на клетва Зейдан заявява, че неговото правителство ще се ръководи от Конституционната декларация и „ще действа в полза на нацията, базирайки се на закона, човешките права, демокрацията, правата и вярата в Аллах, неговия пророк Мохамед и ислямската държава“.